# Виктор Канзуров
Виктор Георгиев Канзуров (на македонска литературна норма: Виктор Канзуров) е северномакедонски журналист с българско етническо самосъзнание, критик на властите в Северна Македония и България по отношение на македонския въпрос.

## Биография
Виктор Канзуров е роден на 2 ноември 1971 г. в Скопие. Според неговите думи на 16-годишна възраст осъзнава българския си произход, след като баща му споделя с него за българските корени на македонците. Баща му е родом от леринското село Попадия, Егейска Македония. След Гръцката гражданска война е преселен в Унгария, но от 1968 г. заживява в Скопие. По майчина линия Виктор е от Сетина. Неговият роднина Георги Канзуров е активист на македонистката организация Виножито.
Висшето си образование Канзуров завършва в Скопския университет „Св. св. Кирил и Методий“ със специалност философия. От 1999 година работи като журналист в македонските вестници: „Македонско дело“, „Вечер“, „Старт“, „Нова Македония“ и интернет изданието „Трибуна“. След това работи на свободна практика.
За критиките си срещу македонизма и сърбоманството е обвиняван, заплашван и арестуван няколко пъти с измислени обвинения, още по времето, когато Социалистическа Република Македония е част от Югославия. Първият негов арест е бил през 1989 година, когато е бил 18-годишен. При откриването на бюст на Иван Михайлов в двора на къщата на Драги Каров, той държи реч, в която критикува бездействието на тогавашния български министър, отговарящ за българите в чужбина Божидар Димитров и го нарича „фурнаджийска лопата“.